# Ambasada Belgii przy Stolicy Apostolskiej
Ambasada Belgii przy Stolicy Apostolskiej (fr. Ambassade de Belgique près le Saint-Siège, nid. Ambassade van België bij de Heilige Stoel) – misja dyplomatyczna Belgii przy Stolicy Apostolskiej. Ambasada mieści się w Rzymie.

## Historia
Stosunki dyplomatyczne pomiędzy Stolicą Apostolską a Belgią nawiązano w 1832. Od tego roku działa Ambasada Belgii przy Stolicy Apostolskiej (z wyjątkiem lat 1880 - 1885, gdy stosunki zostały przerwane przez Belgię).